# Stato sociale in Italia
Lo stato sociale italiano (o del welfare o del benessere) è l’insieme delle politiche pubbliche   che proteggono i cittadini nei confronti di bisogni e rischi quali la nascita, la malattia, la vecchiaia, gli infortuni, la disabilità, la disoccupazione, ovvero l’insieme delle politiche sociali.

Manifestazione sindacale, Genova, 1976.

Il ruolo dello stato nel sociale in realtà è cambiato nel corso della storia ed il concetto di stato sociale è emerso nel XX secolo. Partendo dalle prime politiche sociali di ispirazione caritatevole, a partire dagli anni 1920 lo stato ha acquisito un ruolo sempre più centrale nel gestire le tutele pubbliche, attraverso servizi di assistenza, assicurazioni e misure di sicurezza sociale. Il perimetro delle politiche sociali è mutato nel corso dei decenni in conseguenza di cambiamenti economici e sociali, della crescita di attesa di tutele pubbliche, di una definizione sempre più allargata dei diritti sociali, e di cambiamenti dell'uso delle risorse finanziarie pubbliche e della contribuzione finanziaria dei cittadini.

## Storia
Lo stato sociale italiano è stato fondato tra la fine del 1800 e l’inizio del 1900. La sua crescita ed evoluzione è stata grossomodo parallela a quella avvenuta in altri paesi europei, sebbene i paesi abbiano mostrato importanti differenze riguardo ai modelli adottati e alla velocità di diffusione delle tutele sociali.  Si possono distinguere indicativamente cinque fasi storiche: (I) la fondazione (dall'unità d’Italia all'avvento del fascismo); (II) la consolidazione durante l’epoca fascista; (III) la fase di espansione, dal dopoguerra fino alla metà degli anni 1970; (IV) la fase di crisi insorta tra gli anni 1970-1980; (V) la ricerca di sostenibilità fiscale e aggiustamento a partire dagli anni 1990.

### Fondazione (1861-1921)

Sciopero nazionale a Napoli durante la Settimana rossa, 1914

Il Regno d’Italia cominciò a sviluppare politiche sociali dagli anni 1880: esse furono stimolate da crescenti attese di apertura politica, sviluppo economico e protezione sociale; dalla crescita dei movimenti operai; e dalla crisi economica di fine secolo. Nel 1883 furono introdotte le prime assicurazioni sociali volontarie contro gli infortuni; nel 1898 divennero obbligatorie. Nel 1890 un'importante riforma cominciò a estendere il controllo statale sulle strutture di assistenza sociale (Opere Pie).
La guerra mondiale scatenò forti tensioni sociali.  Nel primo dopoguerra si lanciarono riforme importanti: nel 1919 venne istituito il sistema della pensione statale con la costituzione della Cassa Nazionale delle Assicurazioni Sociali e venne pure fondata l‘assicurazione pubblica contro la disoccupazione.
Le riforme furono innovatrici ma frammentarie. L’efficacia delle politiche rimase limitata dalla conflittualità politica, dalle ridotte risorse finanziarie e dalla debolezza della classe politica nello sviluppare una visione sociale adeguata alle profonde fratture e tensioni di quegli anni.

### Consolidamento (1922-1943)

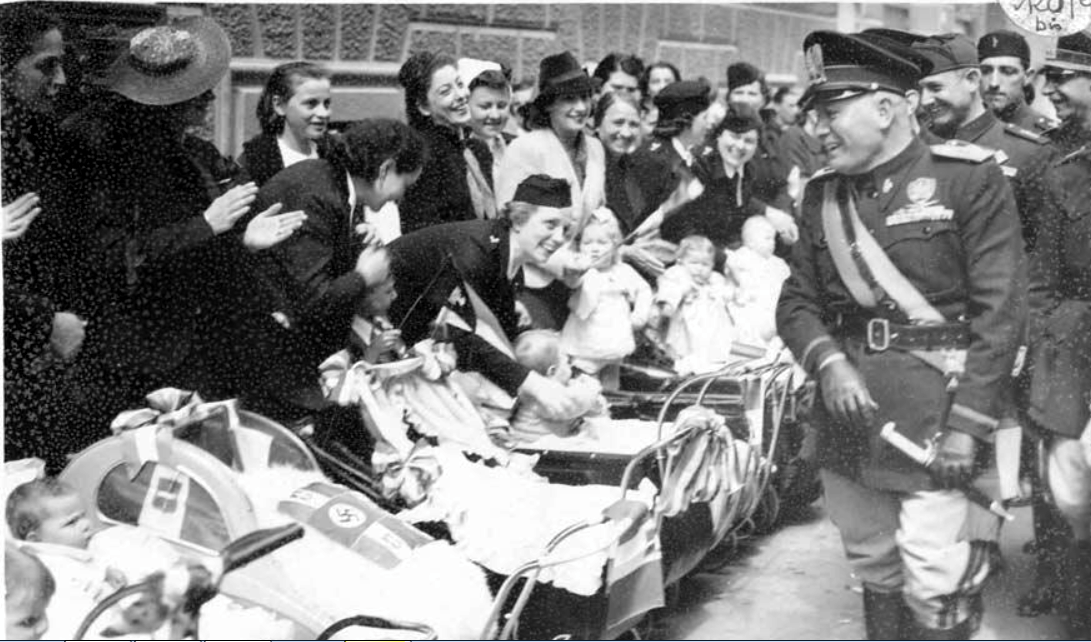
Mussolini visita madri prolifiche a Pinerolo, 1939

Il regime fascista sviluppò ulteriormente il sistema di leggi e le istituzioni delle politiche sociali introdotte nei decenni precedenti: globalmente estese l'intervento sociale dello stato, ampliò un numero di tutele pubbliche e riorganizzò e rafforzò le istituzioni statali chiamate ad operarle. Diede un forte indirizzo statalista e centralista alle politiche sociali, attraverso i grandi enti gestori: l’Istituto Nazionale Fascista per la Previdenza Sociale, l’Istituto Nazionale delle Assicurazioni, e Istituto Nazionale Fascista per l'Assicurazione contro gli Infortuni sul Lavoro. Si introdussero gli assegni familiari. Al contrario degli altri settori previdenziali, il settore sanitario rimase fortemente frammentato.
Le politiche sociali furono uno strumento di controllo sociale: fornivano benefici il cui accesso era largamente controllato dal partito unico. Il rafforzamento dello stato sociale fu anche una strategia economica fondamentale dello stato totalitario fascista: esso voleva assorbire tutti gli aspetti della vita individuale e sociale nel sistema statale e dittatoriale, per produrre unità nazionale e crescita economica, strumenti della più ampia politica di grandezza e di conquista. Le riforme consolidarono anche il carattere fondamentalmente occupazionale della sicurezza sociale italiana (cioè il fatto che le tutele non erano legate al riconoscimento di diritti universali, ma alle attività lavorative); la sua frammentazione in numerose categorie; e la diffusione di pratiche clientelari.

### Espansione (1944-1975)
Sin dal 1944 si tentò di trasformare il sistema di tutele in direzione universalista. L'elaborazione dei diritti sociali eventualmente sanciti nella Carta Costituzionale si accompagnò ai lavori della Commissione D'Aragona sulle riforme sociali. Tuttavia, la riforma non si affermò e non si superò l’impianto basato sulle mutue. La priorità politica era allargare i benefici delle pensioni, poiché le pensioni di vecchiaia prodotte dal sistema precedente erano bassissime; e mitigare l’impatto della dilagante disoccupazione: vennero usate a questo scopo l’allargamento degli assegni familiari e delle pensioni di invalidità.

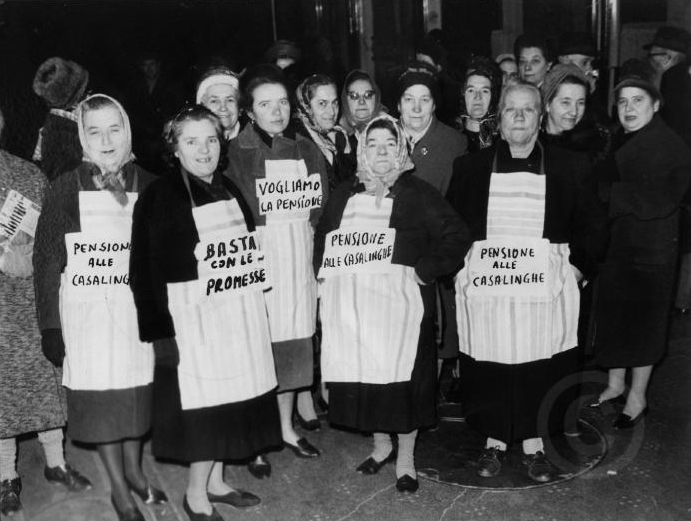
Manifestazione per la pensione per le casalinghe, Torino, gennaio 1963

Negli anni 1950 si ampliarono le categorie soggette alla assicurazione di vecchiaia obbligatoria, all'assicurazione sanitaria e a quella anti-infortunistica. Negli anni 1960 si mancò nuovamente una riforma organica delle tutele, ma continuò l’estensione delle coperture assicurative pubbliche e dell’assistenza sanitaria a nuove categorie occupazionali; si diede impulso all’ edilizia sociale; e fu fondata la pensione sociale.

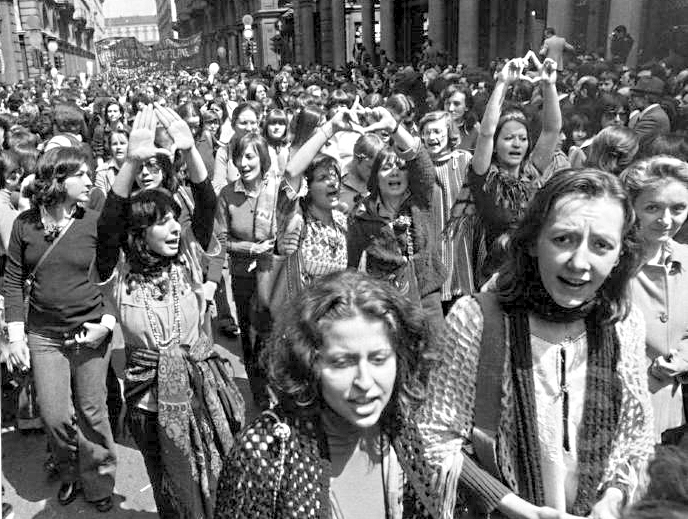
Manifestazione per la legge sull'aborto, Torino, 1970.

Il boom economico, trasformazioni e contestazioni sociali posero le tutele sociali sempre più al centro dell’attenzione pubblica e della politica. Le attese si allargarono a nuovi diritti sociali, che toccavano la famiglia, il divorzio, l’aborto. Tra la fine degli anni 1960 e i primi anni 1970 furono introdotte importanti riforme, anche se le forze politiche e quelle sociali faticarono a produrre una riforma organica che affrontasse gli squilibri emergenti. Nel 1968 una legge di riordino del sistema ospedaliero superò definitivamente il sistema delle Opere Pie e assegnò agli ospedali funzioni di prevenzione e riabilitazione oltre alla classica funzione curativa. Furono introdotti gli ammortizzatori sociali. Venne varata una riforma delle pensioni in direzione universalista e successivamente ne vennero aumentate le prestazioni, stabilendo un processo che avrebbe generato forti squilibri finanziari con l’andare del tempo. Nel 1970 nacquero le Regioni, a cui vennero trasferite responsabilità nell'amministrazione sanitaria e nella formazione professionale.

### Crisi (1975-1990)

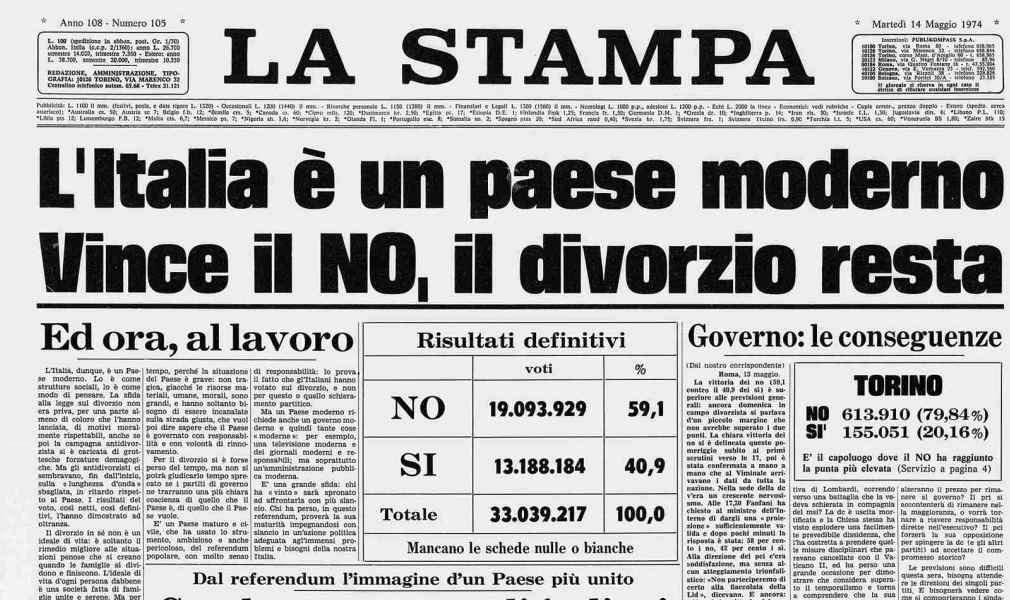
La Stampa, 14 Maggio 1974

All'inizio degli anni 1970 insorse un periodo di stagnazione economica ed inflazione. La spesa pubblica, e in particolar modo quella per il welfare, era molto cresciuta nel periodo precedente.  Si rafforzarono cambiamenti sociali quali l’invecchiamento della popolazione, l’attesa di nuovi diritti sociali e l’aumento del settore terziario. Questi fattori misero in crisi le politiche ed idee precedenti sullo stato sociale. Le riforme sociali inclusero riforme del diritto della famiglia (il referendum sul divorzio, la parità tra i coniugi); la legge sui consultori familiari (che sostituirono l’Opera nazionale per la maternità e infanzia); la creazione di assistenza per le tossicodipendenze; la legge sull'interruzione volontaria di gravidanza; l’inserimento scolastico dei portatori di handicap; la riforma del trattamento sanitario delle malattie mentali.

Manifestazione contro la legge finanziaria, Torino, Dicembre 1987

Nel 1978 fu fondato il Servizio Sanitario Nazionale: lo stato mantenne funzioni di indirizzo e controllo e delegò cura e prevenzione alle Unità Sanitarie Locali. Questa riforma in chiave fortemente universalista superò l’impianto ereditato dall'epoca liberale e fascista basato su casse mutua ed assicurazioni.
Mentre le tutele crescevano e l’amministrazione sanitaria veniva decentralizzata, le condizioni economiche imposero un restringimento dei benefici. Tra la fine degli anni 1970 e gli anni 1980 furono introdotti limiti all'indicizzazione delle pensioni e le prime restrizioni sulle pensioni anticipate; il blocco del turn over del personale della sanità e dell’istruzione; il co-pagamento delle spese farmaceutiche; e restrizioni sugli assegni familiari e le pensioni di invalidità. Riforme più organiche toccarono la gestione delle USL, ma non riuscirono a razionalizzare il complesso delle tutele sociali. Nel 1990 la spesa sociale ammontava a quasi un quarto del PIL.

### Riforma (dagli anni 1990 ad oggi)
Dal 1990 si sono rafforzati cambiamenti sociali quali l’invecchiamento della popolazione, il maggiore impiego delle donne, e la diminuzione della natalità. L’economia si è profondamente trasformata a causa della globalizzazione e di cambiamenti economici e strutturali: il settore terziario è diventato centrale, molti lavori si sono precarizzati e molti settori produttivi sono diventati più sofisticati ed integrati. La crescita economica si è ridotta e il debito pubblico è aumentato vertiginosamente. Queste trasformazioni hanno modificato la domanda di servizi e tutele sociali, adattati a nuove sacche di fragilità sociale, una disoccupazione persistente, e nuove esigenze familiari.
Lo stato sociale italiano ha fatto particolarmente fatica ad adattarsi, perché è fortemente sbilanciato verso il rischio di vecchiaia e irrigidito da meccanismi di spesa di lenta e difficile modificazione. I differenti settori dello stato sociale sono stati oggetto di numerose riforme per razionalizzare gli squilibri delle tutele di fronte alle nuove esigenze e per assicurare la sostenibilità finanziaria. Le riforme hanno cercato da un lato di ridurre la spesa pensionistica e dall'altro di espandere le politiche di assistenza sociale.

## Politiche sociali attuali

### Finanziamento e gestione della sicurezza sociale
Lo stato sociale italiano è finanziato sia dal fisco sia dai contributi di lavoratori e datori di lavoro.
| Ente                                                                           | Assicurati e finanziamento |
| Servizio Sanitario Nazionale (SSN)                                             | Tassazione dei residenti in Italia e pagamento dei ticket per farmaci e prestazioni sanitarie tramite le Regioni attraverso le Aziende Sanitarie Locali (ASL). |
| Istituto Nazionale della Previdenza Sociale                                    | Contribuzione per gli schemi assicurativi di - dipendenti del settore privato iscritti al Fondo Pensione Lavoratori Dipendenti (FPLD), compresi dipendenti agricoli, i soci di cooperativa e gli apprendisti; - dipendenti pubblici; - lavoratori autonomi (commercianti, artigiani, mezzadri, coltivatori diretti e coloni) iscritti alle relative gestioni speciali; - lavoratori parasubordinati (collaboratori coordinati e continuativi, collaboratori occasionali, venditori porta a porta, professionisti senza cassa, lavoratori autonomi occasionali) iscritti alla gestione separata. - fondi e gestioni speciali per clero, personale di volo dell’aviazione civile, minatori. |
| Casse di previdenza di diritto privato                                         | Schemi assicurativi ed assistenziali di categoria dei liberi professionisti |
| Istituto Nazionale per l’Assicurazione contro gli Infortuni sul Lavoro (INAIL) | Contribuzione dei datori di lavoro, per i rischi di infortuni, morte sul lavoro, e malattie professionali. |

### Ambiti di intervento e tutele

#### Politiche pensionistiche
La storia delle pensioni in Italia risale alla istituzione nel 1898 della Cassa nazionale di assicurazione per invalidità e invecchiamento (CNAS), una assicurazione volontaria che riceveva contributi da Stato e dai datori di lavoro, divenuta obbligatoria nel 1919. L'Agenzia è stata ribattezzata Istituto nazionale fascista della previdenza sociale nel 1933, per poi assumere nel 1943 l'attuale denominazione. Nel 1939 venne introdotta l'assicurazione contro la disoccupazione, l'assicurazione contro la tubercolosi, le pensioni di vedovanza e gli assegni familiari, con le prime forme di cassa integrazione guadagni; l'età della pensione venne abbassata. Nel 1952 le pensioni vennero riformate ed introdotta la pensione minima. Nel 1968-69 il sistema contributivo venne sostituito da quello retributivo, basato sul salario percepito. Nuovo misure vennero introdotte in favore dei lavoratori e dei datori di lavoro per affrontare le crisi produttive. Dal 1980 è l'INPS ad occuparsi del pagamento dell'indennità di malattia e della riscossione dei relativi contributi, e nel 1989 è passata attraverso una riforma amministrativa. I disordini finanziari dei primi anni 1990 hanno portato ad un aumento di età pensionabile nel 1992 e all'introduzione dei sistemi volontari di assicurazioni private l'anno successivo. La riforma, al fine di ridurre sia la frammentazione e la spesa pubblica, è stato completato dalla Legge Dini del 1995 e introdotta una pensione flessibile tra i 57 e i 65 anni nonché ristabilito il sistema contributivo. Nel 1996 venne approvata la copertura previdenziale per i nuovi lavoratori flessibili. Nel 2004 la legge Maroni ha cercato di riformare in modo restrittivo il sistema pensionistico a partire dal 2008. Ulteriori riforme sono state approvate nel 2009 e ancora nel 2011.

#### Politiche sanitarie
La legge 23 dicembre 1978 n. 833 istituì il Servizio Sanitario Nazionale come sistema pubblico ed universale per garantire cure mediche a tutti i cittadini, indipendentemente dal reddito. Successivamente, tuttavia, la situazione finanziaria rese necessaria l'introduzione di un ticket a carico degli utenti per farmaci e prestazioni specialistiche, sulla base di tariffe definite dalle Regioni e parametrate al costo delle prestazioni per gli esami e dei medicinali ed al reddito. Situazioni socio-economiche o di malattia particolari comportano l'esenzione dal ticket, così come esenzioni sono previste per donne in gravidanza o per servizi pre-concezionali. L’assistenza ospedaliera è gratuita negli ospedali pubblici e nelle cliniche private convenzionate con il SSN.
Il SSN è decentrato alle Regioni e le prestazioni sanitarie sono erogate dalle aziende sanitarie locali. Il Ministero della Salute riveste un ruolo di pianificazione degli interventi in ambito sanitario. Il SSN deve garantire prestazioni incluse nei livelli essenziali di assistenza, mentre ulteriori prestazioni possono essere garantite dalle Regioni in funzione delle condizioni finanziarie di ciascuna.

#### Politiche della famiglia, assistenza agli anziani e disabili, assistenza sociale
Il congedo di maternità obbligatorio si articola in due mesi prima della nascita e in tre mesi dopo di essa. In questi periodi la madre percepisce l'80% del salario precedente. Vi è un ulteriore periodo di sei mesi di astensione facoltativa. In ogni caso hanno il diritto alla conservazione del posto di lavoro per un anno dal parto. Gli assegni familiari sono legate alle dimensioni della famiglia ed al reddito, e aumentano con la presenza di disabili in famiglia. L'assistenza sociale è basata sul reddito e si applica alle famiglie bisognose. I servizi sociali per gli anziani, gli invalidi e le famiglie bisognose sono erogate dalle aziende sanitarie locali, nonché da associazioni di volontariato e cooperative del terzo settore.

#### Politiche di sostegno all'occupazione
Lo stato di disoccupazione è affrontato in Italia con contributi statali, sotto forma di prestazioni a sostegno del reddito, chiamato indennità di disoccupazione. Hanno diritto a tale contributo, pari ad un massimo del 40% degli stipendi precedenti, i lavoratori con due anni di anzianità assicurativa e che hanno versato i contributi previdenziali per almeno 52 settimane durante questi due anni.
Il periodo di indennità di disoccupazione è generalmente di 12 mesi. Per poter continuare a beneficiare delle indennità, il lavoratore non può rifiutarsi di partecipare ad un corso di formazione, o di svolgere un lavoro simile con un salario di oltre il 90% di quello precedente e deve comunque comunicare al locale Centro per l'impiego di aver trovato un'occupazione.
Gli alti tassi di disoccupazione che l'Italia ha affrontato negli anni 80 hanno portato le indennità di disoccupazione a diventare il primo fattore di aumento nelle spese di previdenza sociale ed hanno contribuito all'aumento del debito pubblico italiano. Nel 1947 viene istituita la cassa integrazione guadagni, consistente in una prestazione economica in favore di lavoratori che siano stati sospesi o che lavorino a tempo ridotto a causa di difficoltà provvisorie delle loro aziende. Questo istituto è finalizzato a sostenere le aziende in difficoltà finanziarie, alleviandole dai costi della manodopera inutilizzata, al tempo stesso sostenendo i lavoratori che perderebbero parte del loro reddito. Gli operai ricevono l'80 % dei loro stipendi precedenti, nell'ambito di un tetto massimo stabilito dalla legge e i loro contributi pensionistici sono considerati versati (si parla di contributi figurativi).
Insieme alla cassa integrazione guadagni, dal 1984 aziende possono chiedere la stipulazione di un contratto di solidarietà: dopo una trattativa con i sindacati locali, l'azienda può stipulare contratti con tempo di lavoro ridotti, per evitare di allontanare la manodopera in eccedenza. A quegli operai sarà versato il 60% dello stipendio precedentemente percepito. Tali contratti possono durare fino a quattro anni oppure cinque, nelle zone meridionali italiane.
Dal 1993, i contratti di solidarietà possono essere stipulati anche dalle aziende non rientranti nella cassa integrazione guadagni. Se la cassa integrazione non consente alla società di ristabilire una situazione finanziaria buona, i lavoratori possono avere diritto a indennità di mobilità, se hanno un contratto di lavoro a tempo indeterminato e sono state impiegate nei precedenti dodici mesi. Sono forniti incentivi alle aziende per la loro eventuale assunzione.

#### Politiche dell'istruzione pubblica
In Italia l'istruzione è gratuita ed obbligatoria tra 6 e 16 anni. Vi sono inclusi cinque anni di scuola primaria, tre anni di scuola secondaria inferiore e due anni di scuola secondaria superiore. In alternativa alla scuola secondaria superiore, esistono percorsi di Formazione professionale di competenza regionale.

Durante la scuola primaria sono previsti contributi per i libri di testo mentre dall'età di 12 anni i costi dei libri, del trasporto e le tasse per la frequenza delle scuole secondarie superiori sono a carico delle famiglie, pur essendo previsti contributi da parte degli enti locali, in base al reddito (A titolo esemplificativo, la cessione dei libri di testo in comodato d'uso gratuito).

Le Università sono sia pubbliche che private. Le università pubbliche sono principalmente finanziate dallo Stato, hanno tasse d'iscrizione basate sul reddito e, in virtù del Diritto allo studio universitario, prevedono l'erogazione di benefici agli studenti a basso reddito.

#### Politiche abitative
Il problema di abitazioni salubri ed economiche per la popolazione a basso reddito portò all'approvazione nel 1903 della legge Luzzati, che prevedeva la costituzione di locali istituti per le case popolari a carattere pubblico e senza scopo di lucro allo scopo di costruire ed affittare gli appartamenti per soddisfare le esigenze di una popolazione urbana in aumento. Tali agenzie vennero riformate nel 1938.

Nel 1962, la Legge n.167 incoraggiò l'acquisto da parte degli enti locali di terreni da usare per le case popolari; anche se questo intervento attenuò l'esigenza di alloggi popolari, condusse tuttavia alla costruzione di quartieri dormitorio senza servizi residenziali, che finirono per restare tagliati dal resto delle città, tanto da imporre fin dal 1978 politiche di riqualificazione.

Nel 1978 la Legge sull'Equo Canone introdusse un tetto massimo ai canoni d'affitto delle proprietà residenziali e contratti di durata quadriennale. L'importo massimo del canone veniva incrementato molto più lentamente del tasso d'inflazione e non ha aderito ai cambiamenti nella popolazione urbana. Ciò ha condotto i proprietari a preferire la vendita all'affitto o ad accordarsi autonomamente con il locatore; ciò, a sua volta, ha condotto ad una limitazione nel mercato locativo.

Nel 1998, soltanto il 20% del mercato degli alloggi in Italia era locativo; le famiglie medie e con reddito elevato hanno preferito acquistare la loro casa, mentre famiglie a basso reddito che non possono comprare sono soggette ad alti affitti. La Legge affitti del 1998 ha provato a ravvivare i contratti locativi liberalizzando i canoni e permettendo che i contratti d'affitto fossero regolati dalle organizzazioni degli inquilini e dei proprietari. La graduatoria per ottenere un alloggio popolare ed il relativo canone d'affitto dipende dal reddito ed è aperta agli immigrati.

## Confronto coi sistemi di altri paesi

### Confronto fra i regimi sociali
Durante le fasi iniziale e di consolidamento dello stato sociale italiano (fino alla seconda guerra mondiale), è prevalso un modello sociale occupazionale, ovvero le tutele sociali dipendevano in buona misura dall'occupazione ed erano gestite da schemi separati per le varie categorie. Questo approccio ha accomunato l'Italia all'evoluzione del sistema sociale di molti paesi europei continentali, che hanno costituito un regime sociale cosiddetto conservatore-corporativo. Tuttavia, riforme eseguite dagli anni 1970 hanno introdotto e rafforzato misure di tipo universalistico, cioè aperte a tuta la popolazione indipendentemente dall'occupazione. Questo è il caso, ad esempio, del Servizio Sanitario Nazionale.
Questa traiettoria, che ha generato un sistema ibrido, è simile a quella di altri stati europei meridionali (Spagna, Portogallo e Grecia): alcuni studiosi li raggruppano in un regime sociale definito meridionale, perché essi condividono anche altre caratteristiche: un forte dualismo tra categorie molto protette e altre poco protette; una estesa presenza di economia sommersa i cui partecipanti non sono tutelati; e un ruolo importante della famiglia nella sicurezza sociale.

### Confronto della spesa pubblica
La spesa sociale aggregata italiana nel 2018 ammontava al 28.8% del PIL ed è in linea con quella dei maggiori paesi europei. Se invece si osserva la composizione della spesa, si nota che l'Italia spende in maggior misura per le pensioni di vecchiaia e per i superstiti (58.7% della spesa sociale mediamente durante 2009-2018) rispetto alla media dei paesi europei. Questo lascia pochissimo spazio alla spesa per altri settori: in particolare l'Italia spende molto meno di paesi quali Francia, Belgio Germania e Regno Unito per le politiche sociali delle abitazioni, la prevenzione dell'esclusione sociale e la protezione della famiglia e dell'infanzia.

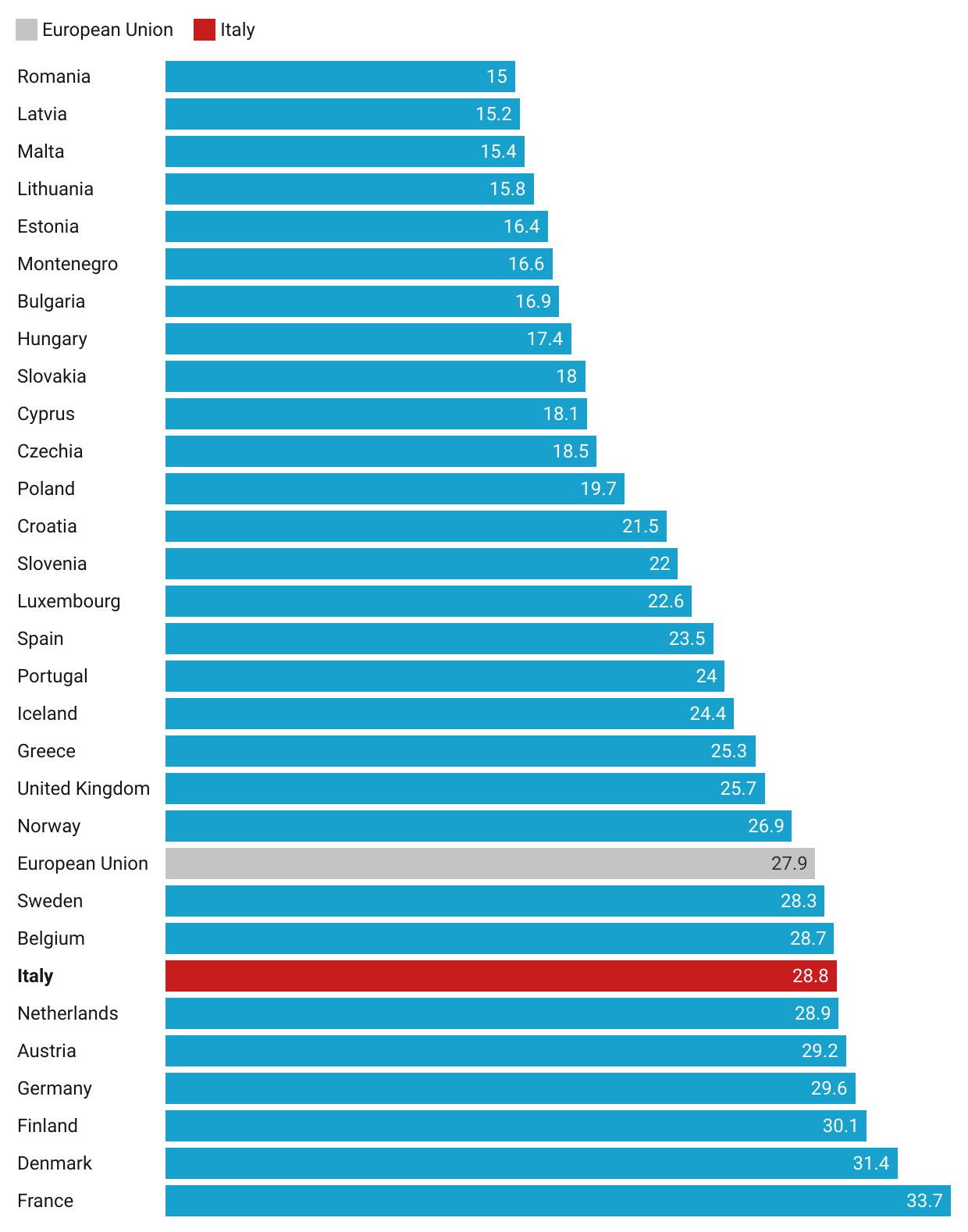
Spesa per la protezione sociale dei paesi europei in percentuale sul PIL (2018) (fonte dati::Eurostat)

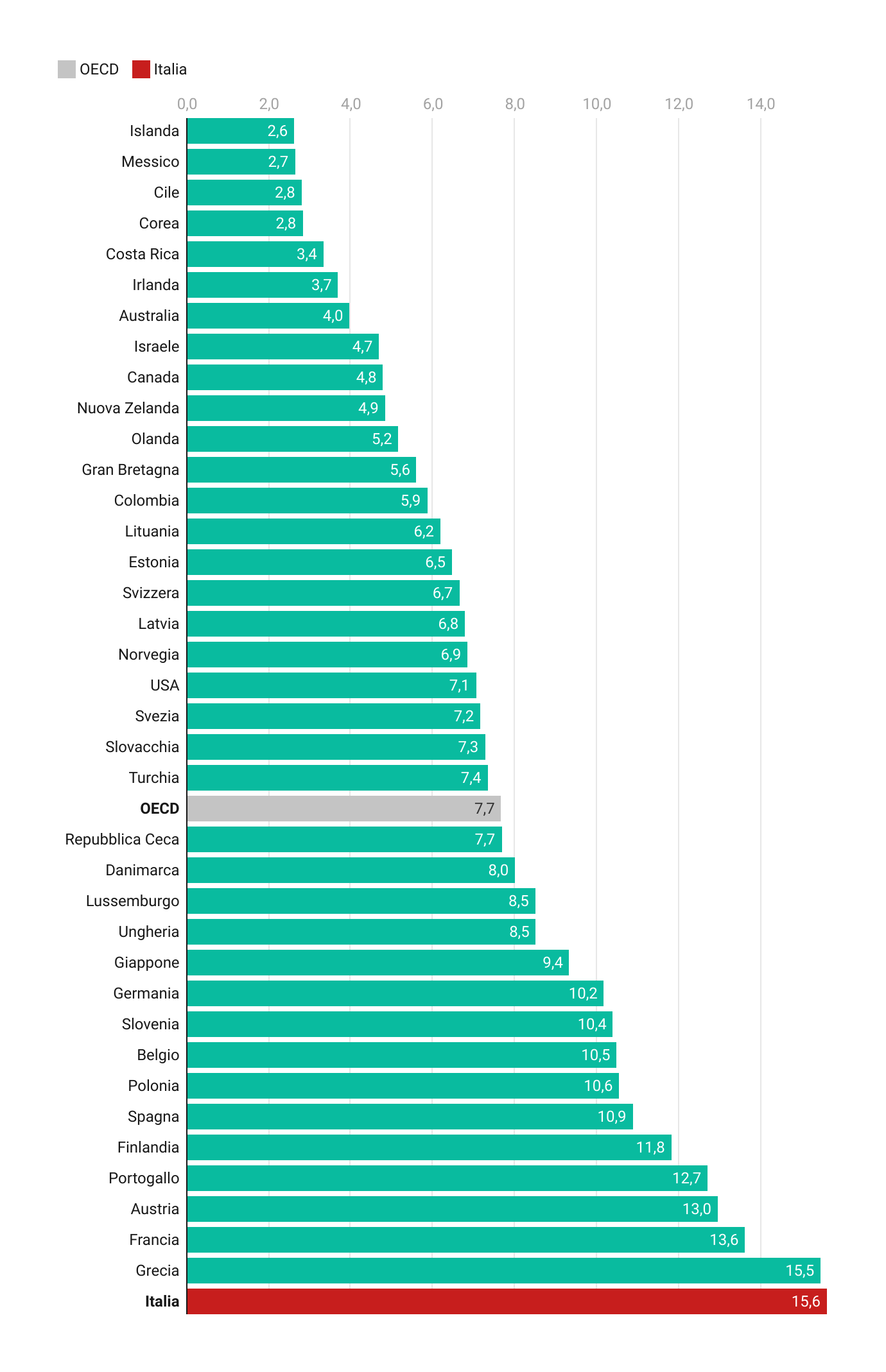
Spesa per le pensioni (vecchiaia e superstiti) in percentuale sul PIL nei paesi OCSE nel 2017. Fonte dati: banca dati online OCSE.

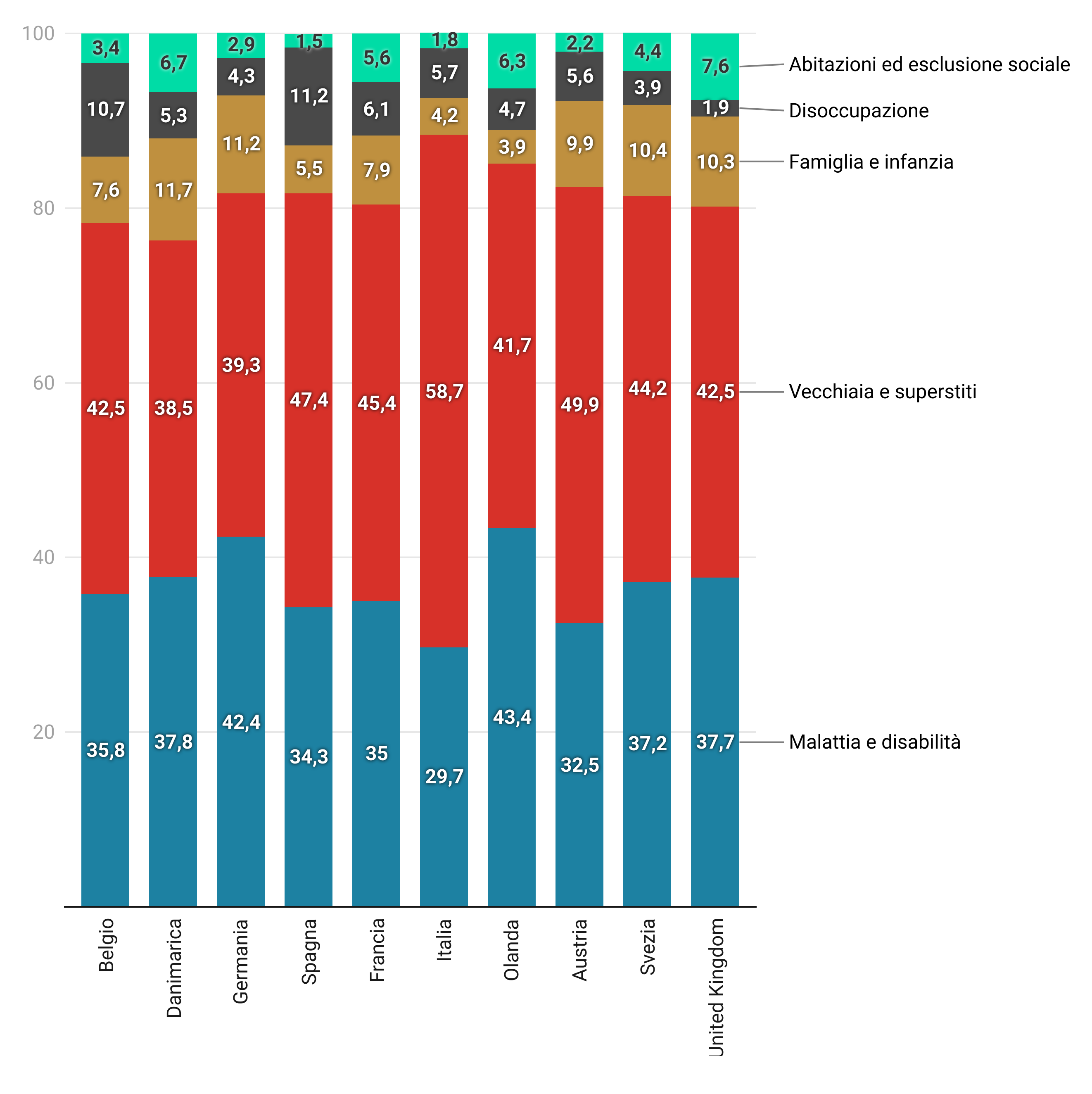
Spesa sociale per settore in percentuale della spesa totale (media 2009-2018) (dati Eurostat)

La spesa sociale italiana si differenzia dalla media europea anche in termini distributivi, cioè per una maggiore differenza di trattamento tra categorie occupazionali. Tutti i paesi europei continentali, che hanno fondato il proprio stato sociale su un modello occupazionale, tendono a dare maggiori tutele ai dipendenti (pubblici e privati) rispetto ad altri cittadini. Questa differenza è però molto più accentuata in Italia, dove si osserva una marcata stratificazione tra categorie ben garantite (dipendenti pubblici e privati) che hanno forti tutele pensionistiche e anche per gli altri rischi sociali; categorie semi-garantite (lavoratori dipendenti di piccole imprese, autonomi e atipici) che hanno debole tutela per la vecchiaia (pensione sociale o poco superiore) e altre tutele sociali ancor più deboli; e le categorie non garantite (lavoratori del sommerso) che sono tutelate dalla pensione minima e dal sistema sanitario nazionale, ma non hanno altre tutele sociali.
Questa distorsione della spesa sociale italiana, ed in particolare la differenza di spesa tra tutele della vecchiaia ed altre tutele, si è instaurata nel dopoguerra (durante la fase di espansione dello stato sociale e della spesa pubblica) e ha raggiunto il picco nel periodo 1985-2000, quando l'Italia divenne il paese europeo che spendeva proporzionalmente di più per la vecchiaia. L'espansione del welfare durante gli anni 1960-1970 contribuì in misura importante alla crescita della spesa pubblica e da qui alla forte accelerazione del debito pubblico. Successive riforme hanno avviato un processo molto graduale di riequilibro della spesa sociale tra le diverse tutele.

### Origini storiche degli squilibri inter-generazionali
Nei paesi che seguirono e mantennero un modello universalistico di welfare (Gran Bretagna e paesi scandinavi) le tutele pubbliche furono inizialmente orientate verso gli anziani vulnerabili. I dipendenti erano protetti dagli schemi mutualistici. Nel secondo dopoguerra, di fronte al cambiamento demografico e all'allargamento dei gruppi sociali domandanti tutele, questi paesi mantennero le tutele per gli anziani vulnerabili e allargarono le loro politiche sociali per proteggere gruppi quali i disoccupati, sotto-occupati, e famiglie bisognose. La maggior parte dei lavoratori continuarono ad essere assicurati dai fondi privati. Questi paesi riuscirono eventualmente a mantenere un maggiore equilibrio tra settori di tutela e categorie di tutelati.
In Italia, come in altri paesi con regime di welfare di tipo conservatore-occupazionale, le politiche sociali inizialmente (1900-1943) hanno privilegiato gli occupati piuttosto che gli anziani, i quali dovevano fare invece affidamento sulla famiglia o alla beneficenza. Nel secondo dopoguerra, il gran numero di dipendenti iscritti all'assicurazione per la pensione cominciarono a diventarne beneficiari e i loro interessi divennero centrali allo stato sociale e alla spesa pubblica. Interpretazioni classiche asseriscono che questi interessi furono efficaci nel farsi proteggere a livello politico e quindi lo squilibrio in loro favore aumentò.
Analisi più recente fa notare che la lobby generazionale non spiega i diversi percorsi di paesi con simili approcci iniziali al welfare. Durante gli anni di crescita economica (1945-1975), alcuni paesi pur di regime sociale occupazionale (Germania, Francia e Olanda) riuscirono ad introdurre tutele più universalistiche e ad attenuare le differenze tra categorie occupazionali e tra i rischi tutelati. Altri paesi, come l’Italia, non ci riuscirono e anzi amplificarono lo sbilanciamento a protezione della vecchiaia. Ci furono proposte di riforma universalistiche, ma esse non ebbero successo. La priorità data dal welfare a certe classi di età non può nemmeno essere spiegata su base semplicemente ideologica, perché storicamente non si dimostra correlata all'orientamento politico dominante in un paese.
Comparando l’Italia con quegli altri paesi, l’incapacità storica dell’Italia a ridurre gli squilibri delle politiche sociali è stata imputata a due motivi fondamentali:
- Il tipo di competizione elettorale che esiste storicamente tra i partiti politici. In certi paesi di regime sociale conservatore-occupazionale, come l’Olanda, durante gli anni di espansione la competizione tra i partiti politici è riuscita a garantire una visione più ampia dell’interesse generale. In Italia, invece, i partiti hanno cercato il consenso elettorale offrendo tutele a questa o quella categoria, senza riuscire a mantenere altrettanto bene una visione più ampia sull'interesse generale, e specie sull'interesse di gruppi meno tutelati (si parla di competizione politica particolaristica).
- La forte frammentazione e scarsa trasparenza delle politiche fiscali (tassazione) e sociali. In Italia da un lato c’è una frammentazione del sistema fiscale che ha impedito di estendere la tassazione in maniera equilibrata tra la popolazione. La politica clientelare e particolaristica ha protetto i dipendenti con le tutele sociali e gli autonomi evitando loro una tassazione equa. Questo ha impedito di generare quelle risorse fiscali necessarie per espandere le tutele sociali universalistiche. Dall'altro lato, le politiche sociali sono diventate molto frammentate sin dalla fase storica di consolidamento (epoca fascista): il welfare è divenuto molto complicato e poco trasparente. Pertanto, non è stato facile vedere i costi generati dall'aumento di tutele per certe categorie, tanto quanto lo era in regimi meno frammentati. Questo fattore ha facilitato le scelte politiche di welfare a favore di categorie, nascondendone i costi.[13]

Le due cause, (tipo di competizione elettorale e frammentazione delle politiche) una volta messe in essere, si rinforzano a vicenda e sono più non-intenzionali che discendenti da scelte ideologiche o di disegno politico. Le cause hanno radici antiche (precedenti agli anni del boom economico) e anche culturali.
La chiara tendenza italiana in favore delle pensioni e della frammentazione delle politiche sociali è partita più lontano che dagli anni dell’espansione: è cominciata con le riforme dell’epoca fascista e si è poi accentuata nel secondo dopoguerra per mitigare la forte disoccupazione causata dall'industrializzazione ritardata rispetto ad altri paesi europei. Poi, la competizione elettorale basata sul perseguire interessi di categoria fu centrale alla politica degli anni 1960 (quando ci fu una fortissima espansione delle pensioni). I governi di centro-sinistra da un lato, e la CGIL dall'altro, si contesero il consenso portando avanti gli interessi dei propri gruppi di riferimento. La polarizzazione politica impedì di produrre una visione più generale sulle conseguenze di lungo termine delle scelte di politica sociale.
Oltre la polarizzazione politica, ha anche giocato un aspetto culturale. La cultura politica sociale degli anni 1950 aveva al suo centro i valori delle pensioni, della famiglia e del capofamiglia (maschilismo). Questi valori erano diffusi nel mondo cattolico. La centralità delle pensioni era anche un cavallo di battaglia delle forze di sinistra. Questi valori favorirono riforme come la pensione baby, la centralità degli assegni familiari, ed in generale delle tutele per i dipendenti e del sistema pensionistico, a scapito di tentativi di riforma (che pur ci furono) volti a rafforzare le tutele per gli altri rischi e bisogni sociali.

## Criticità attuali
Verso la metà del primo decennio del XXI secolo, lo stato sociale italiano è chiamato ad affrontare molte sfide:
- le disparità regionali, principalmente fra nord e sud dell'Italia, che incide negativamente sull'uguaglianza di tutti i cittadini e promuove il turismo medico, per trarre giovamento dai servizi offerti dalle regioni maggiormente sviluppate;
- l'invecchiamento della popolazione, che mette a rischio la sostenibilità economica del sistema pensionistico;
- i bassi quozienti di natalità, la cui tendenza al ribasso sembra non essere stata influenzata da politiche di una tantum, come il contributo di 1000 euro per bambino presentato nel periodo 2005-2006;
- il basso livello di partecipazione delle donne al mercato del lavoro. Le donne, infatti, non solo accedono solitamente al mercato del lavoro al termine degli studi ma soffrono di un maggior tasso di disoccupazione e di espulsione dal mercato del lavoro rispetto agli uomini e percepiscono stipendi più bassi;
- immigrazione. L'Italia ha un tasso di immigrati minore rispetto alla media europea e si tratta soprattutto di immigrati di prima generazione, che tendono a restare fuori dal sistema di sicurezza sociale, anche quando non sono immigrati illegali. Inoltre, di fronte agli aumenti di immigrazione si registrano preoccupazioni nella popolazione nativa circa l'uso dei servizi erogati dallo stato sociale da parte degli immigrati.